# José Antonio Guardiola
José Antonio Guardiola Sanz (Madrid, 1963) es un periodista y reportero español.

## Biografía
Cursos sus estudios de EGB, BUP y COU en el Colegio Santa María del Pilar de Madrid y obtuvo la Licenciatura de Periodismo en la Universidad CEU San Pablo. 
Comenzó su carrera profesional como redactor del periódico provincial La Prensa Alcarreña, de Guadalajara entre septiembre de 1984 y agosto de 1985. Entre septiembre de 1987 y mayo de 1988 trabajó como redactor en la Revista Castilla-La Mancha.
Entró a trabajar en RTVE en mayo de 1988, donde desde esa fecha fue redactor del Área de Internacional de los Servicios Informativos de TVE hasta el 31 de agosto de 1996. Desde el 1 de septiembre de 1996 al 31 de agosto de 2005, fue enviado especial del Área de Internacional de los Informativos de TVE, cubriendo algunos de los principales conflictos de los últimos 29 años: (Genocidio de Ruanda en 1996, la Crisis del Golfo y el Caso Pinochet en 1998, Guerra de Kosovo en 1998-99, El litigio entre Chile y Argentina en 1998 y 2000, Guerra de Yugoslavia en 2000-01, el Conflicto de la República de Macedonia y la Guerra de Afganistán en 2001, el conflicto israelí-palestino en 2002, la Guerra de Irak en 2003...).
Desde el 1 de septiembre de 2005 al 30 de noviembre de 2008, fue subdirector del Área de Internacional de los Servicios Informativos de TVE y como responsable de esta área fue director de los programas El mundo en 24 horas, Sur a norte y El ojo en la noticia. 
Desde el 1 de diciembre de 2008 al 1 de diciembre de 2021 dirige el programa En portada, del que es también reportero.
Desde enero de 2024 es corresponsal de TVE en México.

## Premios
- Premio Ondas 2020 al Mejor Programa  Documental por "La vida después" (director).
- Premio Internacional de Periodismo Manu Leguineche 2019.[7]
- Globo de Plata del World Media Festival de Hamburgo por "Ocho minutos" 2019.
- Bronze medal 2016 del New York Festival por "Nisman" en la categoría de Reportaje Político.
- Golden Award del World Media Festival 2016 al Mejor Reportaje de Investigación por "Nisman".
- Premio Ondas 2014 al Mejor Programa de Actualidad por En portada.
- Globo de Plata 2014 del World Media Festival de Hamburgo por "AMENAZAcyber".
- Premio Defensa 2013.
- Premios Iris de la Academia de las Ciencias y las Artes de Televisión de España (2012 y 2013) al Mejor Programa Documental por En portada.
- Premio Salvador de Madariaga de Televisión 2012.
- Finalista de los History Makers Awards de Nueva York por "Allende, caso cerrado". Año 2010.
- Premio Manos Unidas de Televisión por "La nueva misión". Año 2010.
- News Grand Award del World Media Festival 2010 por "Allende, caso cerrado". También recibió el premio al Mejor Reportaje de Investigación.
- Premio al Mejor Reportaje de Investigación del Festival de Televisión de Hamburgo por "Maldito oficio", emitido por En portada en 2010.
- Pluma de oro de Mensajeros de la Paz.
- Diploma en el Festival de Televisión de Nueva York por "Las cometas vuelan sobre Kabul". Año 2004.
- Premio al Mejor Reportaje del Festival de Televisión de Hamburgo por "Las cometas vuelan sobre Kabul". Año 2003.
- Finalista del Premio de Periodismo Cirilo Rodríguez en 2001, 2003 y 2009.
- Premio del Club Internacional de Prensa 2001 al Mejor Trabajo Periodístico en el Extranjero por la cobertura de la guerra en Afganistán.
- Premio Unicef por "Los cuatro jinetes de África". Año 2000.

### Premios compartidos
- Premio Ortega y Gasset de periodismo. Año 2003.
- Premio Espejo del Mundo de la Fundación Sabino Arana. Año 2003.

## Reportajes más destacados
- Las cometas vuelan sobre Kabul (2002).[8]
- El legado de Mandela (2004).[9]
- Allende, caso cerrado (2009).[10]
- Maldito oficio (2011).[11]
- AMENAZAcyber (2012).[12]
- El viejo camaleón (2012).[13]
- En el reino del plomo (2013).[14]
- El reportaje perfecto (2014).[15]
- El alma de Berik (2014).[16]
- Nisman (2015).[17]
- El Salvador busca salvador (2016).[18]
- Ocho minutos (2017).[19]
- Camino a Huntsville (2018).[20]
- La larga noche de Caracas (2019).[21]
- La mafia carioca (2020).[22]
- La vida después (2020).[23]